# Episodi di Romanzo famigliare
La serie televisiva Romanzo famigliare è andata in onda in prima visione TV su Rai 1 dal 8 al 29 gennaio 2018 con due episodi a serata.
| n° | Titolo        | Prima TV Italia |
| -- | ------------- | --------------- |
| 1  | Capitolo I    | 8 gennaio 2018  |
| 2  | Capitolo II   | 8 gennaio 2018  |
| 3  | Capitolo III  | 9 gennaio 2018  |
| 4  | Capitolo IV   | 9 gennaio 2018  |
| 5  | Capitolo V    | 15 gennaio 2018 |
| 6  | Capitolo VI   | 15 gennaio 2018 |
| 7  | Capitolo VII  | 16 gennaio 2018 |
| 8  | Capitolo VIII | 16 gennaio 2018 |
| 9  | Capitolo IX   | 22 gennaio 2018 |
| 10 | Capitolo X    | 22 gennaio 2018 |
| 11 | Capitolo XI   | 29 gennaio 2018 |
| 12 | Capitolo XII  | 29 gennaio 2018 |

## Capitolo I
Emma e Micol vivono a Roma da sole perché Agostino, marito della prima e padre della seconda, Tenente di Vascello della Marina, è spesso in missione. Quando Agostino accetta il trasferimento a Livorno, Emma si agita: è la città in cui vive suo padre, con il quale non ha più rapporti da quando è fuggita, incinta di Micol, sedici anni prima.
- Ascolti Italia: telespettatori 5 924 000 – 21.8% share[1]

## Capitolo II
Al pronto soccorso l'ecografia conferma che Micol è incinta. La ginecologa, non riuscendo a parlare con i genitori, convoca il nonno, il cavalier Liegi, che Micol incontra per la prima volta. Turbata, Micol scappa a Roma per parlare con Federico.
- Ascolti Italia: telespettatori 5 279 000 – 22.8% share[1]

## Capitolo III
Micol è disperata perché non vuole il bambino, mentre Agostino ed Emma fanno i conti con la gravidanza della figlia e con i problemi del loro rapporto. Al primo controllo, Micol scopre che sul feto grava una malformazione che permette l'interruzione terapeutica della gravidanza.

## Capitolo IV
L'ipotesi che Agostino non sia il vero padre di Micol si diffonde velocemente e la stessa Micol ne viene a conoscenza. Emma e Agostino, presi dai loro problemi, spesso dimenticano quelli della figlia e del suo difficile percorso di accettazione della gravidanza.
- Ascolti Italia: telespettatori 5 434 000 – 21.8% share[2]

## Capitolo V
Mentre la Fondazione diventa sempre più importante nella vita di Emma, la crisi con Agostino si acutizza e Emma si avvicina sempre di più a Giorgio.

## Capitolo VI
Gian Pietro non concede più soldi alla Fondazione e così, in una notte senza vigilantes, la struttura viene attaccata e una delle ragazze ospitate, una ex baby prostituta di nome Dora, viene rapita dai suoi protettori. Intanto Agostino si allontana sempre di più da Emma, fino a tradirla con la sua amica di infanzia.
- Ascolti Italia: telespettatori 5 283 000 – 21.5% share[3]